# Kolgrafafjörður

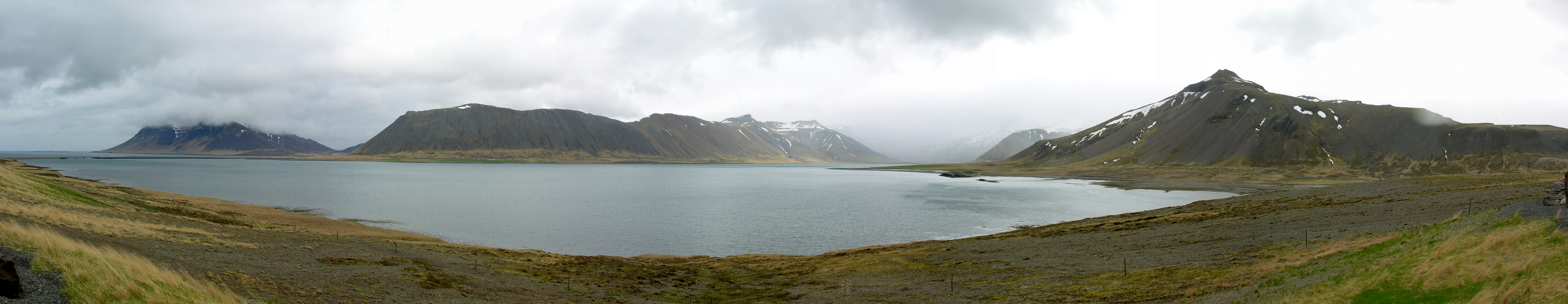
Kolgrafafjörður

Der Kolgrafafjörður ist ein Fjord im Westen Islands. Es handelt sich um einen Seitenarm des Fjords Urtuvalafjörður im Breiðafjörður.

## Lage
Der Urtuvalafjörður im Breiðafjörður teilt sich in den Kolgrafafjörður und den Hraunsfjörður.
Er liegt östlich der Kleinstadt und gleichnamigen Fjord Grundarfjörður und westlich der Kleinstadt Stykkishólmur auf der Nordseite der Halbinsel Snæfellsnes.
Auf der Westseite grenzt der Fjord an die Halbinsel Framsveit, die ihn vom Fjord Grundarfjörður trennt. Südöstlich liegt der Berg Kolgrafamúli und nordöstlich begrenzt der Berg Bjarnarhafnarfjall den Fjord.

## Verkehrswege
Der Snæfellsnesvegur  überquert seit 2004 auf einer 230 m langen Brücke den Kolgrafafjörður und führt weiter nach Stykkishólmur. Die Dämme und weitere Bauarbeiten an der Brücke scheinen zu rapidem Abfall des Sauerstoffs im Wasser geführt zu haben. Ende 2012 verendeten 25.000 bis 30.000 Tonnen Heringe an Sauerstoffmangel, im Februar 2013 waren es weitere 10.000 Tonnen, die tot angespült wurden. Bevor der Damm und die Brücke errichtet wurden, hat der Snæfellsnesvegur den ganzen Fjord umrundet. Die Straße ist als Hauptstraße  in Island eingestuft und bildet eine gute Verkehrsanbindung der Umgebung.
In früheren Zeiten musste man z. B. den Saumpfad über den steilen Tröllaháls benutzen, um nach Stykkishólmur und in den Bezirk Helgafellssveit zu gelangen. Nach Süden zu gab es Pfade über den Gebirgszug des Helgrindur, die im Winter schwierig zu begehen waren.

## Vulkanismus der Gegend
Der Fjord grenzt an einen mehrere Millionen Jahre alten Zentralvulkan. Reste sind die Berge Klakkur und Eyrarfjall auf der Halbinsel Framsveit, die deswegen so bunt wirken. Das Gestein enthält Rhyolith, aber auch Gabbro und Granophyr. Man kann an diesen Stellen z. B. auch Halbedelsteine wie Jaspis finden.
Andererseits gibt es in den Bergen des Helgrindur mit dem Vulkansystem des Lýsuskarð auch aktiven Vulkanismus. Und die Lavafelder im angrenzenden Tal bei Bjarnarhöfn, das berühmte Berserkjahraun, gehören zum Vulkansystem der Ljósufjöll, das etliche nacheiszeitliche Ausbrüche ausweisen kann.
Der Vulkanismus macht sich auf den Halbinseln um den Fjord mit Mineralquellen bemerkbar. Auf einer Schäre im Fjord selbst liegt eine bei Ebbe sichtbare Quelle mit 52 °C heißem Wasser (vgl. Niedrigtemperaturgebiet).

## Besiedelung
Zur Landnahmezeit siedelten sich rund um den Fjord die Verwandten der berühmten Auður djúpuðgar (dt. Auður die Tiefsinnige) an.
In den letzten Jahren und Jahrzehnten wurden jedoch die Höfe im Inneren der Fjorde Kolgrafafjörður und Hraunsfjörður aufgegeben.